# Teleporto

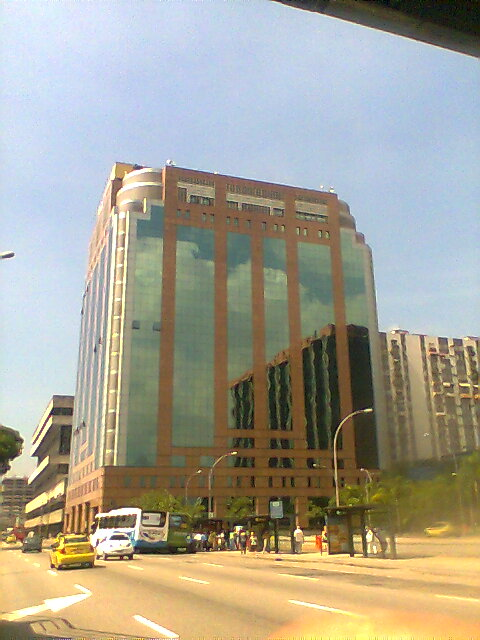
Teleporto do Rio de Janeiro

Teleporto, ou "porto de telecomunicações",  são empreendimentos que conjugam projetos imobiliários com ampla infra-estrutura de telecomunicações, oferecendo livre acesso às redes de telecomunicações com alta qualidade, confiabilidade, total segurança, independência em relação à rede local de telefonia e com baixo custo.

## História
O conceito de teleporto surgiu na cidade de Nova York, em 1985, quando o The Port Authority of New York and New Jersey realizou a preparação de toda a infra-estrutura e ambiente em uma área.
Logo depois, a empresa Merrill Lynch e a empresa de telecomunicações Western Union associaram-se e criaram toda a infra-estrutura de telecomunicação.
Com o seu desenvolvimento, o Teleporto de Nova York passou a cinco prédios empregando 2 100 pessoas.
No Brasil e na América Latina, o primeiro teleporto a ser instalado foi o do Rio de Janeiro, entre 1993 e 1995, no bairro Cidade Nova, próximo ao centro administrativo da cidade, onde se encontra o primeiro prédio inteligente construído na mesma e se instalaram diversos usuários intensivos de informações como provedores e administradoras de cartões de crédito, entre outras.

## Conceito
Teleporto é como um porto ou aeroporto para os provedores de telecomunicações e grandes usuários. Nele, as empresas que se instalam usufruem redução de custo no uso intensivo de telecomunicações devido ao compartilhamento de infraestrutura em um local em que as linhas de telecomunicações se encontram fartamente disponível, com segurança, qualidade, confiabilidade e baixo preço.
Um teleporto deve ter:
- Um distrito Central de Negócios;
- Concentração de usuários intensivos de informações;
- Edifício Inteligente com oferta sofisticada de facilidades;
- Custos operacionais competitivos;